# ديفيد باتلر (لاعب كرة سلة مواليد 1966)
ديفيد باتلر (بالإنجليزية: David Butler)‏ مواليد 31 أكتوبر 1966 في واشنطن العاصمة، هو لاعب كرة سلة أمريكي معتزل. بدأ مسيرته الاحترافية في سنة 1990. يبلغ طوله 6 قدم 9 بوصة (2.1 م). اعتزل اللعب في 2001.

## المسيرة الاحترافية
لعب مع غلطة سراي لكرة السلة في الدوري التركي في موسم 1992–1993، ثم لعب مع نادي بيناس ويسكا لكرة السلة في الدوري الإسباني في موسم 1994–1995، ثم لعب مع أوياك رينو في موسم 1995–1996.

## روابط خارجية
- ديفيد باتلر على موقع الدوري الإسباني لكرة السلة (الإسبانية)
- ديفيد باتلر على موقع كرة السلة الأوروبية.كوم (الإنجليزية)
- ديفيد باتلر على موقع كلية كرة السلة في سبورتس رفرنس.كوم (الإنجليزية)
- ديفيد باتلر على موقع بروبوليرز (الإنجليزية)
- ديفيد باتلر على موقع سبورتس رفرنس (الإنجليزية)